# Stadtarchiv Bautzen
Im Stadtarchiv Bautzen (obersorbisch Měšćanski archiw Budyšin) werden Dokumente aus der Stadtgeschichte Bautzens erfasst und archiviert.

## Lage und Einrichtung

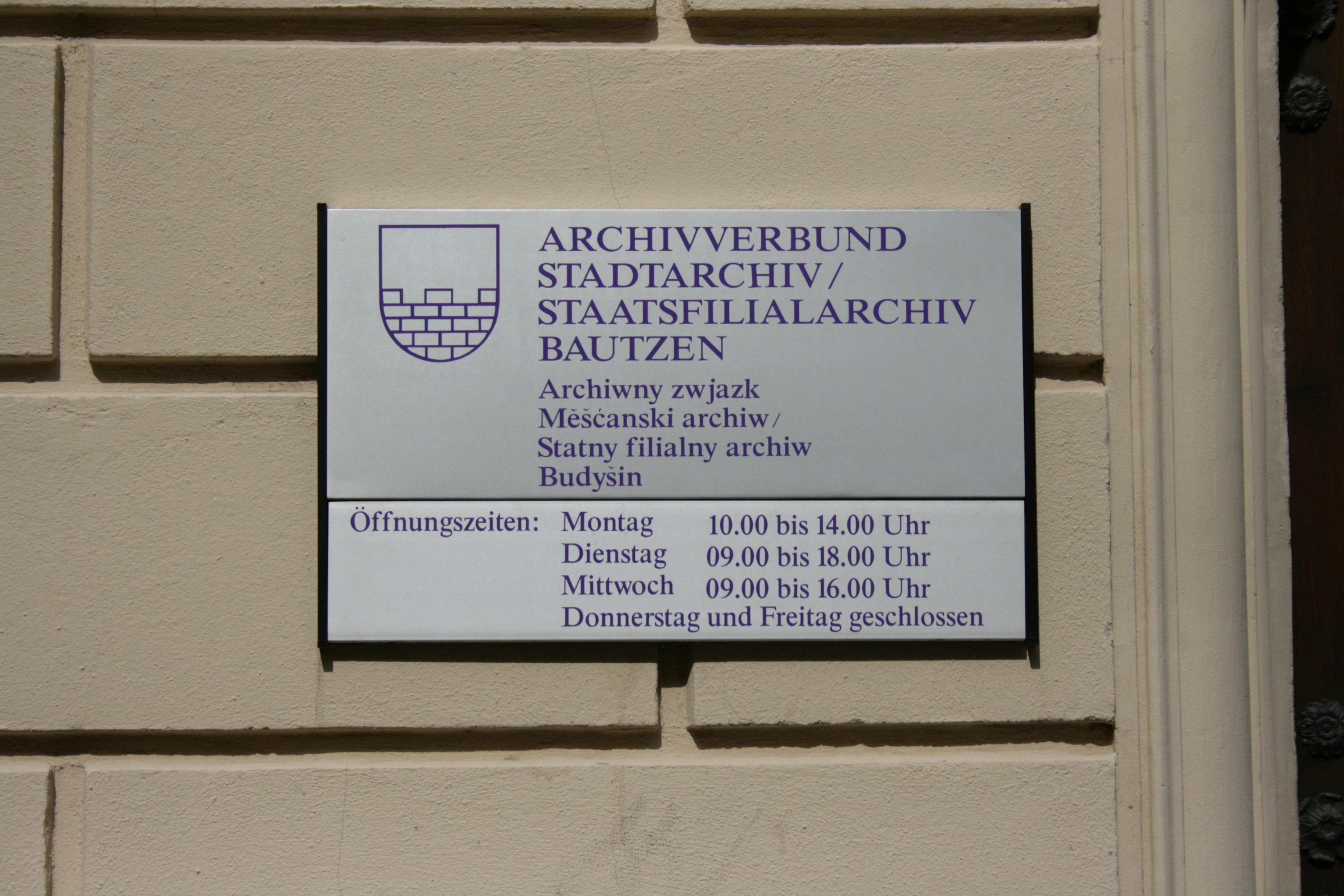
Stadtarchiv Bautzen

Das Stadtarchiv befindet sich seit 2001 im 1668 erbauten Haus der Oberlausitzer Landstände in der Bautzener Innenstadt, Schloßstraße 10, auch als Bautzener Landhaus bezeichnet. Später waren darin die Landständische Bank, während des Ersten Weltkriegs ein Militärgefängnis und ab 1945 das Arbeitsamt untergebracht. Seit 1947 befindet sich dort die Stadtbibliothek Bautzen.

## Geschichte
Das Stadtarchiv verwahrt rund 4.500 Urkunden aus der Zeit von 1256 bis 1902. Außer dem städtischen Archivgut finden sich darin auch die Urkunden des Bautzener Franziskanerklosters, die nach der Aufhebung während der Reformation in das Ratsarchiv übernommen wurden. Das älteste Stück des Archivs ist eine Privilegienbestätigung des Papstes Alexander IV. für die Minoriten vom 28. Januar 1256. Die zweitälteste Urkunde vom 13. Juli 1262 ist eine in Budessin ausgestellte Bestätigung der Rechte der Stadt durch die Brandenburger Markgrafen Otto und Konrad. Die erste Archivierung von Urkunden in Truhen wird für das 14. Jahrhundert angenommen. Ab 1346 wurde der gesamte Schriftverkehr des Sechsstädtebundes gesammelt. Seit dem Jahr 1400 wurden die ersten Bände der Budissiner Stadtbücher (Steuereinnahmen, Stadtzölle, Gerichtsentscheide, Stadtordnungen usw.) angelegt. Um dem Platzmangel zu begegnen, wurden zwei größere Räume (Gewölbe) im Rathaus als Aufbewahrungsort genutzt. 1597 erfolgte die Anlage eines ersten alphabetisch nach Betreffen geordneten Inventars der Archivalien durch den Ratsregistrator Melchior Birke. Brände in den Jahren 1620, 1634 und 1704 vernichteten Teile des eingelagerten Schriftguts.
1847 wurde für die Übernahme des aufgrund der Städteordnung von 1835 stark anwachsenden Verwaltungsschriftguts das Neue Archiv eingeführt. 1887 fand Hubert Maximilian Ermisch 3000 verschollene Urkunden. Im Jahr 1900 wurde Paul Arras als erster nebenamtlicher Archivar für das Stadtarchiv bestellt. 1914 zog das Archiv in ein neues Gebäude an der Äußeren Lauenstraße 23. Willy Mendel, ab 1938 erster hauptamtlicher Archivar, erstellte von 1921 bis 1966 die Oberlausitzer Familientafeln (Stammbücher). Das Kriegsgeschehen während der Schlacht um Bautzen im April 1945 überstand das Archiv dank vorheriger Auslagerung ohne größere Schäden. 1950 wurde es auf die Ortenburg verlagert.
1990 wurde es zunächst in die Justizgebäude an der Lessingstraße verlegt und 1992 wieder der Öffentlichkeit zugänglich gemacht. 2001 erfolgte der Umzug an den sanierten Standort Schloßstraße 10 bis 14, wo sich das Stadtarchiv nunmehr zweckgemäße Räumlichkeiten mit dem Staatsfilialarchiv Bautzen teilt und seit 2001 einen Archivverbund bildet. Dabei ist das Staatsfilialarchiv weiterhin de iure eine Außenstelle des Hauptstaatsarchivs Dresden und der Freistaat Sachsen ist Eigentümer der Archivalien des Markgraftums Oberlausitz und seiner Nachfolgeinstitutionen bis 1945/1952, die jedoch durch das Stadtarchiv betreut und zur Benutzung bereitgestellt werden.
2011 wurden die Urkundenbestände digitalisiert. Ergebnisse der fortlaufenden Erschließung wurden im März 2016 vorgestellt.